# Carbon (Iowa)
Pour les articles homonymes, voir Carbon.
Carbon est une ville du township de Douglas, dans le comté d'Adams, en Iowa, aux États-Unis.

## Géographie
La ville de Carbon est située sur la rivière Nodaway (en). Il s'agissait des terres des peuples indiens Potawatomis, Otos et Iowas, jusqu'à ce que le Traité de 1851 les force à partir au Kansas ou vers le territoire indien, actuellement connu en tant qu'Oklahoma. 

## Histoire
Le premier colon de Carbon, Elijah Walters, y établit une scierie en 1849, puis un moulin sur la rivière Nodaway. 
Le village est initialement baptisé Walters, du nom du premier colon, mais il est rebaptisé Carbon (en français : charbon), après la découverte de cette matière première. 
La ville est créée en 1873, mais n'est incorporée qu'en 1903.
La population ne cesse de baisser de 1940 (383) à 2000 (34) : 97 % de blancs et 3 % d'amérindiens.

## Source de la traduction
- (en) Cet article est partiellement ou en totalité issu de l’article de Wikipédia en anglais intitulé « Carbon, Iowa » (voir la liste des auteurs).